# Powstanie tambowskie
Powstanie tambowskie (również antonowszczyzna, ros. Тамбовское восстание) – rosyjskie powstanie chłopskie przeciwko bolszewikom, które miało miejsce w latach 1920–1921 w guberni tambowskiej.

## Przyczyny powstania
Głównym powodem wzrostu niezadowolenia ludności wiejskiej guberni tambowskiej były prowadzone przez bolszewików masowe, narastające w czasie i wyniszczające rekwizycje żywności, głównie zboża na potrzeby armii i głodujących miast, (od 1918 do 1920 r. wzrosły trzykrotnie), a w mniejszym stopniu także koni i środków transportu. Rekwizycje te dotykały szczególnie Tambowszczyznę, gdyż był to rejon leżący względnie blisko od Moskwy, mający z nią dobre połączenia komunikacyjne oraz nieoddzielony od Moskwy i Petersburga strefami działań wojennych. Drugą ważną przyczyną niezadowolenia i buntu były ciągłe przymusowe, masowe pobory do armii i represje spadające na uchylających się i ich rodziny, określanych jako dezerterzy. Powstaniu sprzyjała też radykalizacja społeczeństwa, duża ilość dostępnej broni, liczne kadry wywodzące się zarówno z wrogich Sowietom szeregów Białych, jak i eserowców. Oprócz tego w wielu wsiach już od 1917 r. istniały oddziały samoobrony przed dezerterami, kryminalistami i różnymi samorzutnymi bandami.

## Początek powstania
Pierwsze poważniejsze akcje przeciwko bolszewikom rozpoczęły się samorzutnie w 1918 r., gdy zaczęto w wielu wsiach napadać na bolszewickie oddziały rekwizycyjne, a następnie także nawiązano, choć na małą skalę, współpracę między grupami partyzanckimi z różnych osad. Szacuje się, że w 1918 liczebność antybolszewickiej partyzantki osiągała 40 tys. osób. Działania tego okresu miały charakter typowo partyzancki, nieskoordynowany, grupy zbrojne działały z zasadzki, a po akcji wtapiały się w ludność wiejską.

## Kulminacja powstania

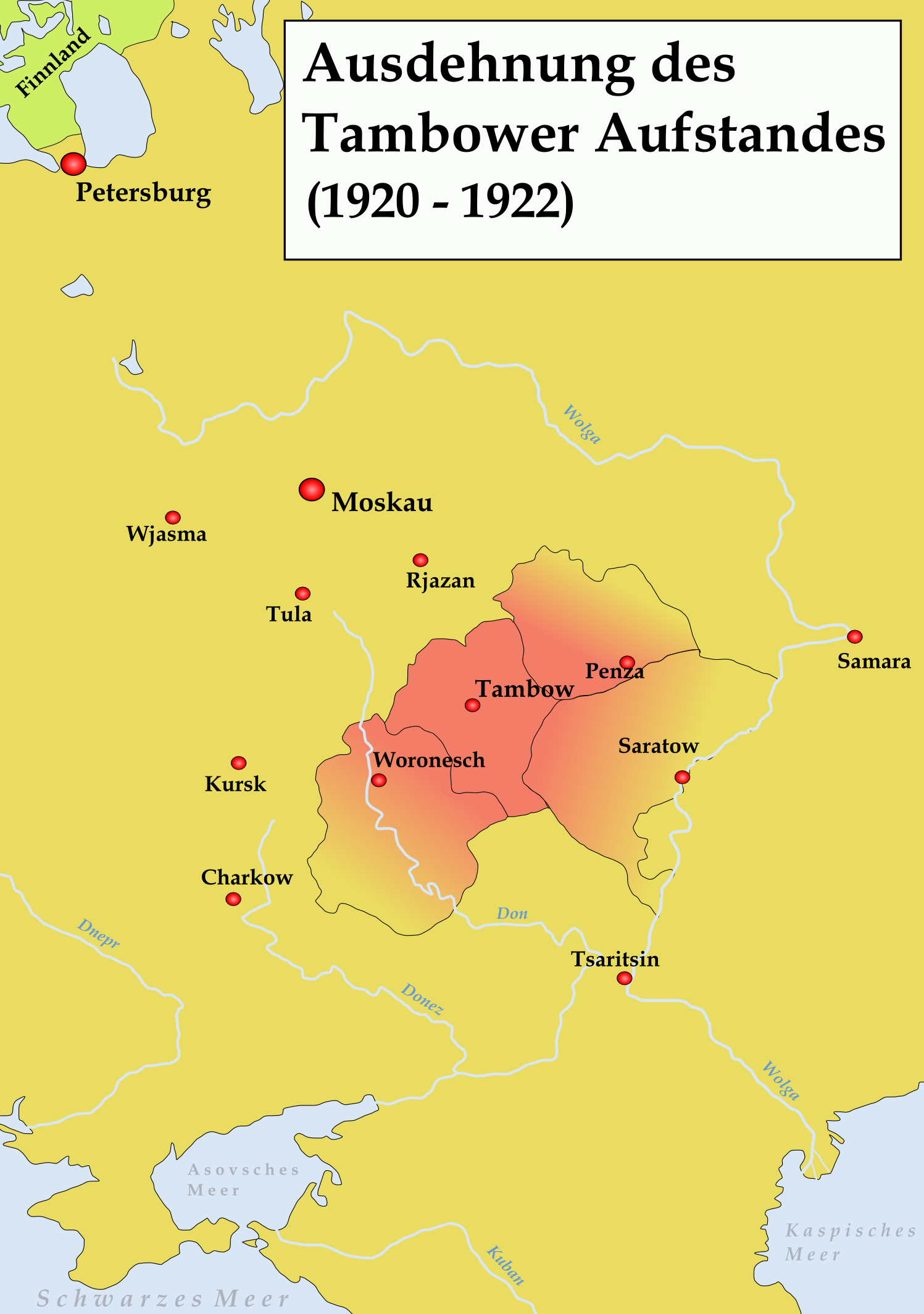
Maksymalny zasięg powstania

Główną przyczyną lawinowego wzrostu akcji partyzanckich oraz organizacji scentralizowanych struktur wojskowych i cywilnych powstańców było gwałtowne pogorszenie się sytuacji żywnościowej ludności, wywołane katastrofalną suszą, przy niezmniejszonych obciążeniach kontrybucyjnych, które w tym roku wyniosły 11,5 mln pudów ziarna, przy zebranych plonach szacowanych na 12 mln pudów.
W tej sytuacji większość ludności chwyciła za broń. Główna faza powstania zaczęła się w sierpniu 1920 we wsiach Chitrowo i Kamienka. Po raz pierwszy doszło wówczas do utworzenia centralnych władz cywilnych i dowództwa armii. Władzę cywilną sprawował Związek Pracującego Chłopstwa, mający program socjalistyczny (nacjonalizacja głównych zakładów przemysłowych, sprzeciw wobec wielkiej własności ziemskiej, poparcie idei dobrowolnej spółdzielczej uprawy ziemi).
Armia złożona była z 21 pułków, nazywanych „Zieloną Armią” (termin Zielone Armie był w Rosji powszechnie używany dla określenia chłopskich oddziałów partyzanckich, nie tylko z guberni tambowskiej). Zorganizowana była w dwie armie piesze, broniące swoich terytoriów oraz w jedną armię mobilną, konną. Głównym celem strategicznym było oczyszczenie guberni z komunistów, skupiano się więc na defensywie. Podjęto też jednak nieudane ekspedycje wojskowe do sąsiednich guberni, mające za cel rozszerzenie powstania, szybko zlikwidowane przez Armię Czerwoną. Dowódcą armii od 1918 aż do śmierci w boju w połowie 1921 r. był porucznik armii carskiej, Piotr Tokmakow. Pełnił on też funkcję głowy Związku Pracującego Chłopstwa, czyli szefował cywilnej administracji. Jednym z głównych dowódców tej armii, a po śmierci Tokmakowa faktycznym przywódcą ruchu powstańczego był były polityczny zesłaniec, eserowiec Aleksandr Antonow, od którego imienia bolszewicy nazywali cały ruch antonowszczyzną.
Zielona Armia i jej prekursorzy z 1919 r. odniosła szereg sukcesów w walkach na swoim terytorium, zarówno dzięki wykorzystaniu znajomości rodzinnego terenu, technikom partyzanckim, jak i przede wszystkim w wyniku zaangażowania głównych sił sowieckich, najpierw w walkach z białymi armiami Kołczaka i Denikina, a potem na froncie wojny polsko-bolszewickiej i walkach z siłami Wrangla. Apogeum powstanie osiągnęło w lutym 1921 r., gdy regularne wojska Zielonej Armii liczyły 40 tys. żołnierzy.

## Klęska
Począwszy od lutego 1921 r. wokół guberni tambowskiej zaczęto skupiać duże siły sowieckie, uwolnione z frontów po zawieszeniu broni w wojnie polsko-bolszewickiej i ostatecznym rozbiciu Sił Zbrojnych Południa Rosji gen. Piotra Wrangla na Krymie. Dowódcą bolszewickiej ofensywy mianowano 27 kwietnia 1921 r. Michaiła Tuchaczewskiego, który dowodził armią około 100 tys. żołnierzy, liczną artylerią, lotnictwem. Dysponował też bronią gazową. Jednocześnie w marcu władze sowieckie ogłosiły, że przymusowe rekwizycje żywności będą zastąpione umiarkowanym podatkiem rolnym w produktach, co częściowo uspokoiło wzburzone masy chłopskie, zwłaszcza w guberniach otaczających tambowską.
Ofensywa wiosenno – letnia Tuchaczewskiego doprowadziła bardzo szybko do rozbicia Zielonej Armii i przejścia tejże do wojny partyzanckiej. Wojska Armii Czerwonej oraz oddziały Czeki odpowiedziały masowym terrorem. Oprócz brania i egzekucji zakładników, mordowania podejrzanych, a także rodzin powstańców, stosowania tortur, postanowiono na szeroką skalę posłużyć się eksterminacją. Niektóre wioski okrążano i następnie niszczono zmasowanym ogniem artylerii, a uciekającą ludność cywilną mordowano. Na jeszcze szerszą skalę stosowano przymusowe deportacje całych wsi poza gubernię, połączone z konfiskatą mienia. Zorganizowano też siedem obozów koncentracyjnych dla rodzin podejrzanych o sprzyjanie partyzantce, w których umieszczono 50 tys. osób, głównie starców, kobiet i dzieci. Ze względu na głód, choroby i zimno wiele z tych osób zmarło, np. jesienią 1921 r. śmiertelność w obozach wynosiła 15–20% na miesiąc. Polityka terroru była zgodna z zarządzeniem wydanym przez centralne władze partii komunistycznej na czele z Leninem i Trockim oraz z rozkazem nr 171 Tuchaczewskiego z dnia 11 czerwca 1921 r. W tym ostatnim stwierdzono, że należy rozstrzelać na miejscu każdego, kto nie poda nazwiska, rozstrzeliwać zakładników w przypadku niespełnienia żądań władz. Za ukrywanie broni, partyzantów, a nawet krewnych partyzantów należy rozstrzelać najstarszego męskiego członka rodziny, a resztę wysiedlić i pozbawić majątku. Masowe egzekucje ludności wsi spowodowały zwiększenie liczby stałych oddziałów partyzanckich bazujących w lasach. W celu walki z nimi rozpoczęto na wielką skalę akcję wypalania lasów, po ich uprzednim okrążeniu. Tuchaczewski 12 czerwca 1921 r. wydał też rozkaz o użyciu gazów bojowych przeciwko ludności skupionej w lasach. Rozkaz ten po jakimś czasie odwołały centralne władze sowieckie.
Wskutek opisanych akcji komunistów, od lipca 1921 r. opór chłopski stopniowo malał. Liczebność oddziałów partyzanckich we wrześniu tego roku szacowano na 1 tys. bojowników, ale jeszcze do końca 1922 r. niewielkie oddziały partyzanckie prowadziły działania zbrojne.

## Straty
Straty obu stron mają charakter bardzo orientacyjny i niepełny, zarówno ze względu na brak systematycznego zbierania danych przez obie strony, jak i z powodu późniejszych fałszerstw i niszczenia dokumentacji. Szacuje się jednak, że w czasie do ofensywy Tuchaczewskiego, Zieloni zabili około 2 tys. komunistów, w trakcie pacyfikacji powstania przez Tuchaczewskiego jego armia straciła 6 tys. żołnierzy w czasie głównej fazy walk w 1921 r., a efektem działań Tuchaczewskiego, zwłaszcza kampanii terroru było zamordowanie około 70 tys. chłopów, w olbrzymiej mierze ludności cywilnej. Oprócz tego w latach 1920–1922 w efekcie głodu i chorób wywołanego przymusowymi konfiskatami żywności przez bolszewików w warunkach niskiego urodzaju zostało zagłodzonych około 170 tys. chłopów.